# 1810 en musique
| \| • Retour à la chronologie générale de la musique populaire • \| |
| XXIe siècle • XXe siècle • XIXe siècle • XVIIIe siècle XVIIe siècle • XVIe siècle • XVe siècle • XIVe siècle XIIIe siècle • XIIe siècle • XIe siècle • Xe siècle IXe siècle • VIIIe siècle • Haut Moyen Âge • Rome • Grèce |
| • Retour à la chronologie générale de la musique populaire • |

| • Retour à la chronologie générale de la musique populaire • |

| Années de la musique populaire : 1807 - 1808 - 1809 - 1810 - 1811 - 1812 - 1813    |
| Décennies de la musique populaire : 1780 - 1790 - 1800 - 1810 - 1820 - 1830 - 1840 |

## Naissances
- 16 décembre : Eugène Grangé, dramaturge, librettiste, chansonnier et goguettier français, mort en 1887.
- 31 décembre : Marc Constantin, parolier, chansonnier prolifique, librettiste et auteur de théâtre français († 27 janvier 1888).

- vers 1810 :
  - Félix Dutertre de Véteuil, auteur de vaudevilles et chansonnier français, mort en 1877.